# 诺希山阿末达兰
拿督斯里诺希山·阿末达兰是马来西亚公务员。他曾在2018年到2020年担任吉隆坡市长。

## 生平
2007年，诺希山从时任雪兰莪州务大臣莫哈末基尔多约手中获颁“扫把奖”，这起州务大臣公然羞辱公务员的做法被视为是国阵雪州政权在2008年大选倒台的关键因素之一。
诺希山于2015年1月2日受委为梳邦再也市议会主席，并任职长达2年5个月，于2017年5月22日因退休而卸下梳邦再也市议会主席职务，他退休前已在公共领域服务长达37年。
2018年10月2日，联邦直辖区部长卡立阿都沙末宣布，委任诺希山为新任吉隆坡市长。这项任命受到国家元首苏丹莫哈末五世的御准。在任期间，他积极提升该市的公园，以期望能将吉隆坡转型为世界的花园城市。
2020年9月28日，诺希山推介《2021－2025年吉隆坡精明城市蓝图》，以成为吉隆坡结构蓝图和吉隆坡地方蓝图的指南。之后于10月1日正式退休，由马哈迪仄亚取代。